# Dipcadi

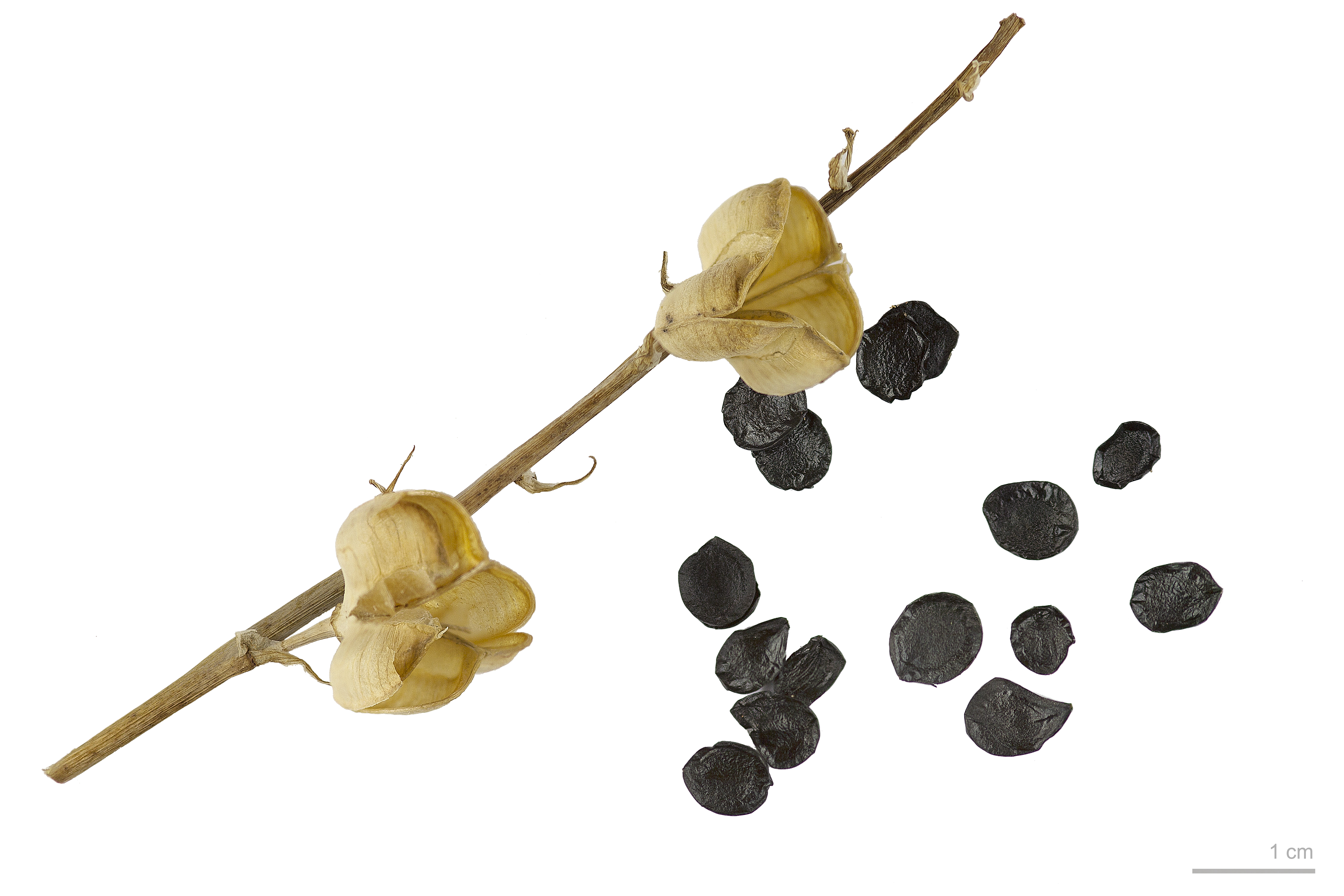
Frutos y semillas de Dipcadi serotinum

Dipcadi es un género de plantas herbáceas, perennes y bulbosas perteneciente a la subfamilia Scilloideae en la familia Asparagaceae. Tiene unas 40 especies aceptadas de las casi 200 descritas.

## Descripción
Presenta bulbos con túnicas externas membranosas; los escapos son simples. Presenta todas las hojas basales, las flores, que son trímeras se disponen en racimos bracteados, divaricadas, y poseen un periantio campanulado, con tépalos unidos en el tercio inferior. El androceo tiene 6 estambres insertos hacia el tercio inferior de los tépalos, con filamentos aplastados y anteras medifijas, introrsas, incluidas. El estigma es trilobado. El fruto es una cápsula membranosa, con varias semillas por lóculo.

## Taxonomía

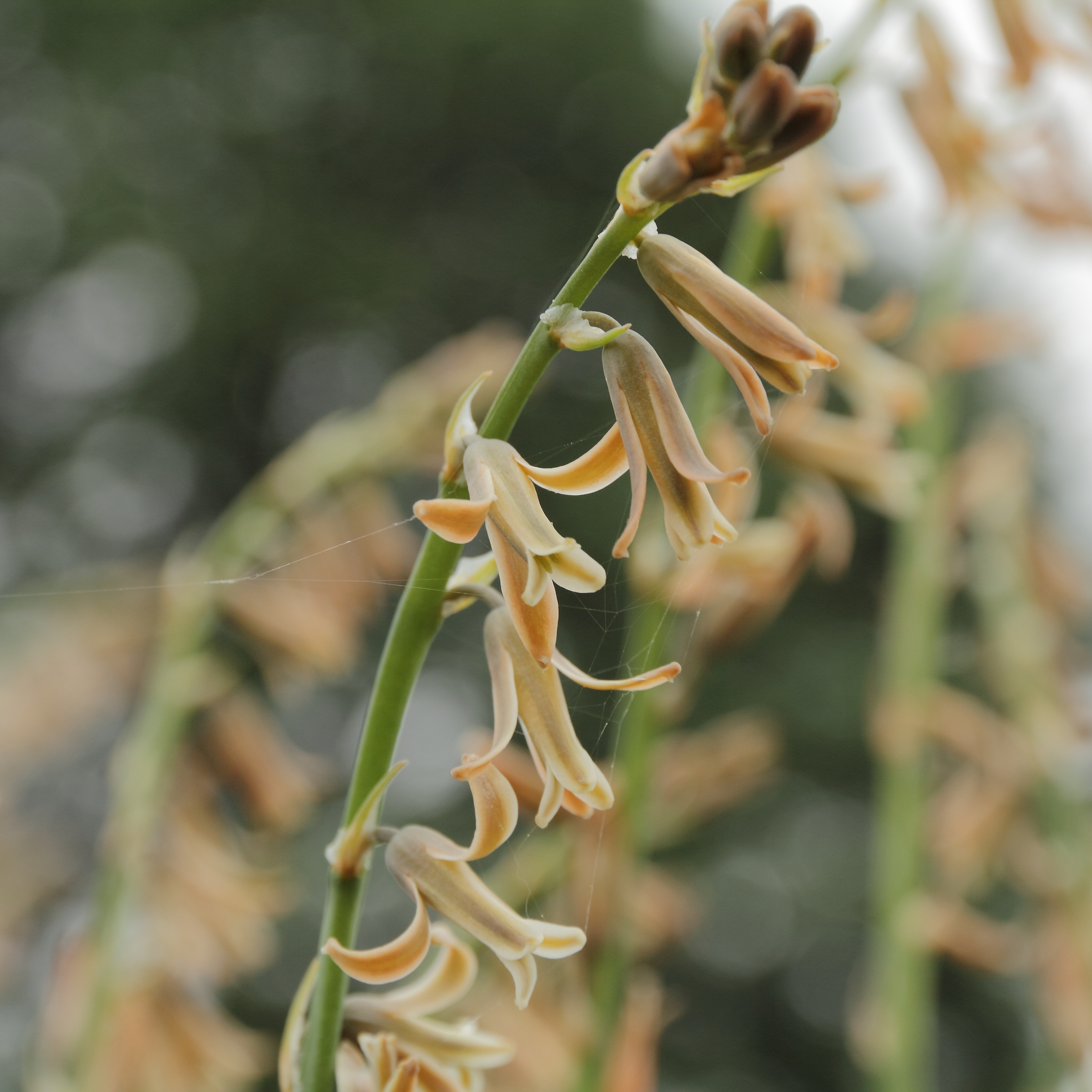
Dipcadi serotinum en el jardín.

El género fue descrito por Friedrich Kasimir Medikus  y publicado en Historia et Commentationes Academiae Electoralis Scientiarum et Elegantiorum Literarum Theodoro-Palatinae, vol. 6, p. 431, 1790. La especie tipo es:  Dipcadi serotinum, (L.) Medik.
Etimología*Dipcadi : Aunque el creador del género nada dice sobre del origen del nombre, Dodonaeus, en 1569, al referirse a ciertas especies de Hyacinthus, recalca que, frecuentemente, los italianos, usando un vocablo «bárbaro», las llaman «dipcadi»; y Lobelius, en 1576, describe como Dipcadi especies de Hyacinthus y Muscari. Tendría un origen árabe/persa, de tibr qarīh, oro puro, por el color amarillento/dorado del perigonio.

## Especies aceptadas
- Dipcadi bakerianum Bolus
- Dipcadi balfourii Baker
- Dipcadi biflorum Ghaz.
- Dipcadi brevifolium (Thunb.) Fourc.
- Dipcadi ciliare (Eckl. & Zeyh. ex Harv.) Baker
- Dipcadi × clarkeanum Schinz (D. bakerianum × D. glaucum)
- Dipcadi concanense (Dalzell) Baker
- Dipcadi cowanii (Ridl.) H.Perrier - En Madagascar[5]
- Dipcadi erythraeum, Webb & Benth. - En el norte de África (de Egipto a la península arábiga)[6]
- Dipcadi crispum Baker
- Dipcadi dekindtianum Engl.
- Dipcadi glaucum, (Ker Gawl.) - En Zimbabue.[7]
- Dipcadi fesoghlense (Solms) Baker
- Dipcadi garuense Engl. & K.Krause
- Dipcadi goaense Prabhug., U.S.Yadav & Janarth.
- Dipcadi gourmaense A. Chev.
- Dipcadi gracillimum, Baker - En Zimbabue[7]
- Dipcadi guichardii A.R.Sm.
- Dipcadi heterocuspe Baker
- Dipcadi kuriensis A.G.Mill.
- Dipcadi ledermannii Engl. & K.Krause
- Dipcadi longifolium, (Lindl.) Baker - En Zimbabue[7]
- Dipcadi maharashtrense Deb & S.Dasgupta
- Dipcadi marlothii, Engl. - En Zimbabue[7]
- Dipcadi mechowii Engl.
- Dipcadi minor Hook.f.
- Dipcadi montanum (Dalzell) Baker
- Dipcadi ndelleense A.Chev.
- Dipcadi oxylobum Welw. ex Baker
- Dipcadi panousei Sauvage & Veilex
- Dipcadi papillatum, Oberm. - En Zimbabue[7]
- Dipcadi platyphyllum, Baker- En Zimbabue[7]
- Dipcadi reidii Deb & S.Dasgupta
- Dipcadi rigidifolium, Baker- En Zimbabue[7]
- Dipcadi saxorum Blatt.
- Dipcadi serotinum, (L.) Medik. - En España[8]
- Dipcadi serotinum (L.) Medik.
- Dipcadi susianum (Nábelek) Wendelbo
- Dipcadi turkestanicum Vved.
- Dipcadi ursulae Blatt.
- Dipcadi vaginatum Baker
- Dipcadi viride, (L.) Moench- En Zimbabue[7]
- Dipcadi welwitschii (Baker) Baker[2]

## Usos
Hay especies (por ejemplo D. erythraeum) usadas como estimulante cardíaco y expectorante.